# Enicospilus anaxeus
Enicospilus anaxeus là một loài tò vò trong họ Ichneumonidae.